# USS Momsen (DDG-92)
El USS Momsen (DDG-92) es un destructor de la clase Arleigh Burke de la Armada de los Estados Unidos. Fue puesto en gradas en 2001, botado en 2003 y asignado en 2004.

## Construcción
Fue puesto en gradas el 16 de noviembre de 2001 en el Bath Iron Works, botado el 19 de julio de 2003 y asignado el 28 de agosto de 2004. Fue bautizado USS Momsen en honor al almirante Charles B. Momsen.

## Historia de servicio

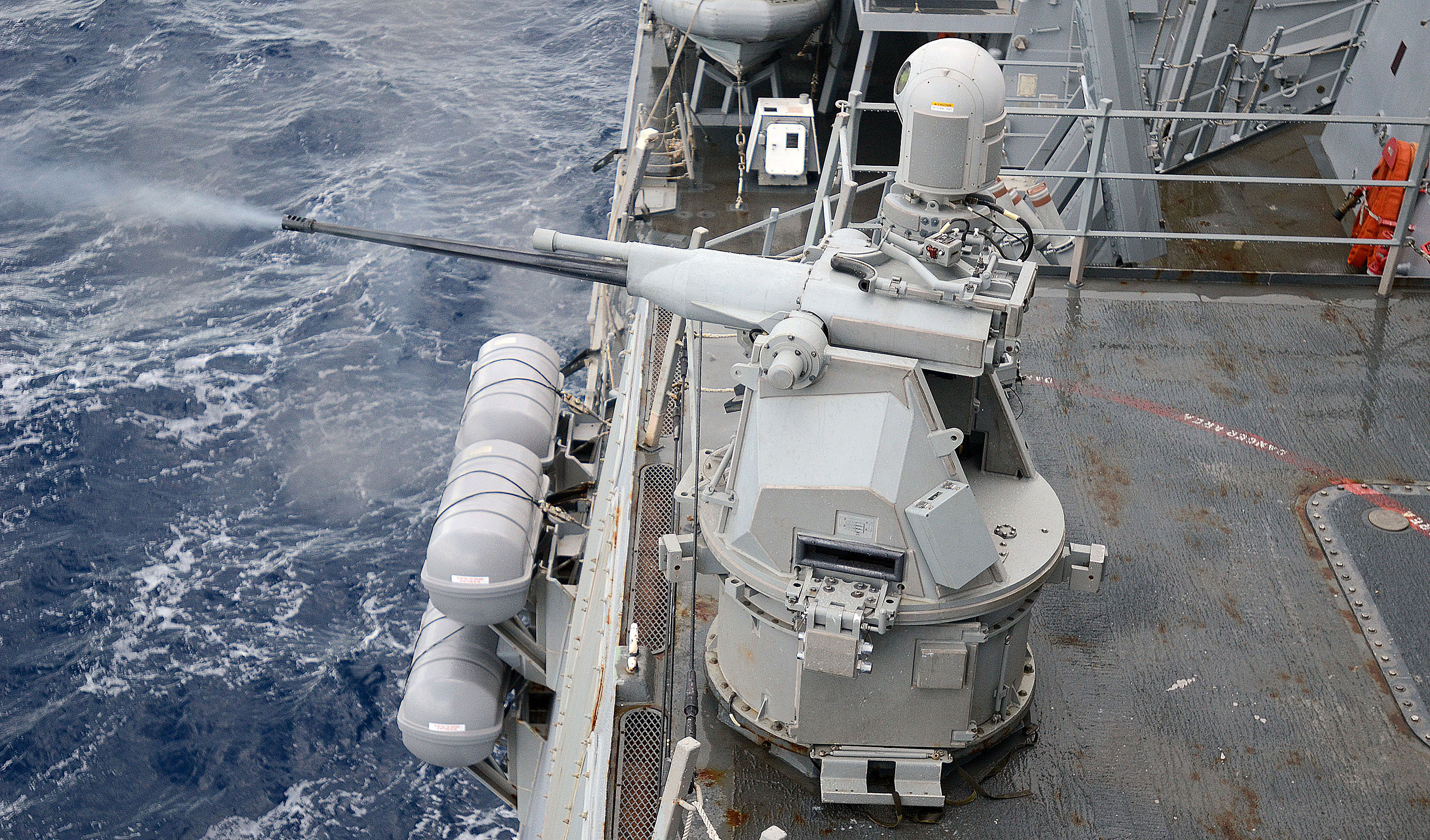
Un cañón de 25 mm a bordo del USS Momsen (DDG-92) disparando en 2013.

El USS Momsen fue asignado a la base naval de Everett, Washington.